# Jeannie Dumesnil
Pour les articles homonymes, voir Dumesnil.
Jeanne Dumesnil, dite Jeannie Dumesnil, est une artiste peintre paysagiste abstraite française née le 18 janvier 1926 à Paris et morte le 21 juin 2000 à Toulon.
Elle était la petite-fille du peintre Eugène Carrière et l'épouse du sculpteur Jean Nora (1923-2013).

## Biographie

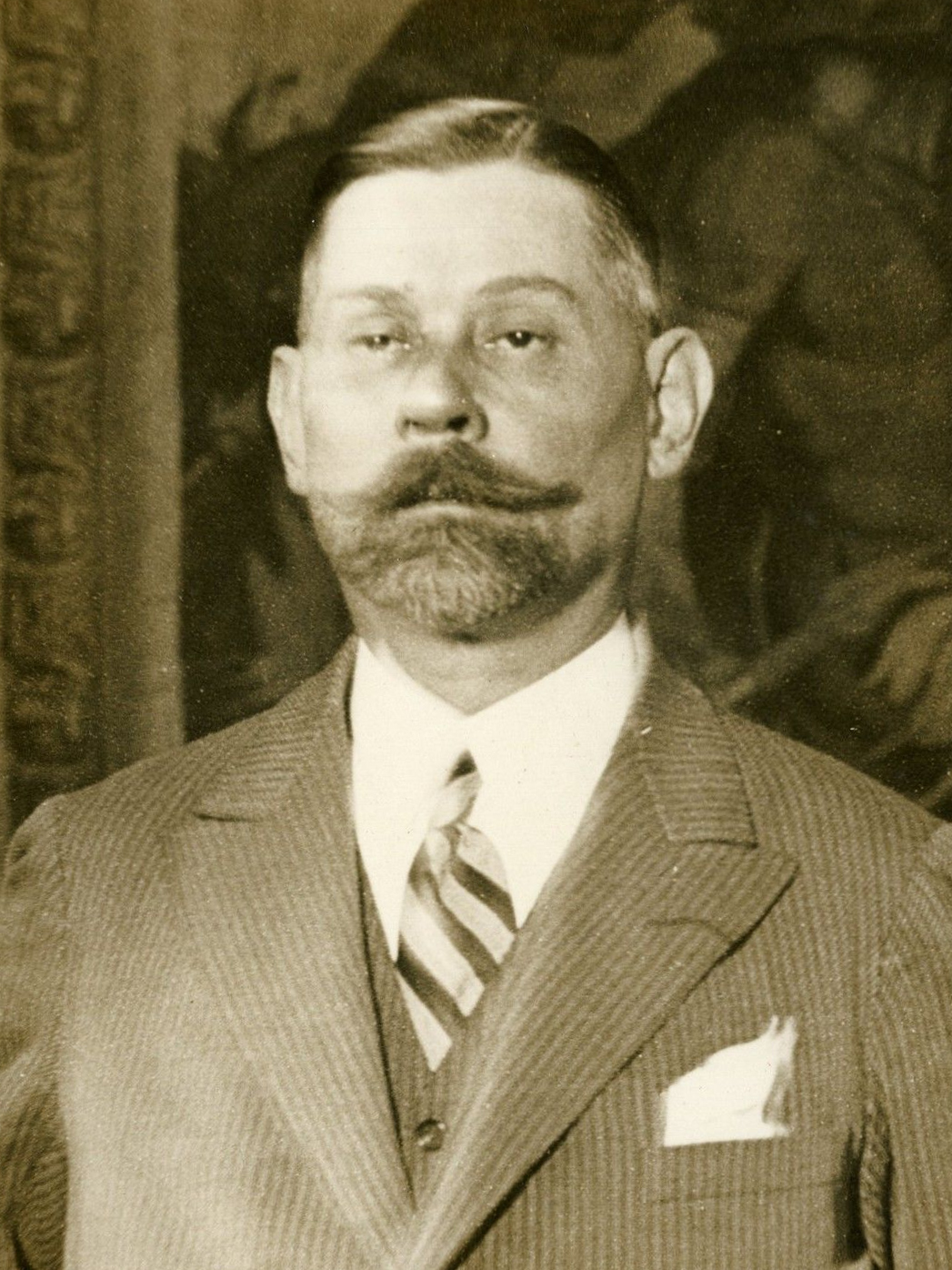
Jacques-Louis Dumesnil, plusieurs fois ministre sous la Troisième République, est le père de Jeannie Dumesnil.

Michelle Jeanne Arsene Dumesnil est née le 18 janvier 1926 dans le 16e arrondissement de Paris. Elle est la fille de la sculptrice Nelly Carrière (1886-1971) — elle-même fille du célèbre peintre du XIXe siècle Eugène Carrière —, et du parlementaire et ministre Jacques-Louis Dumesnil, le second mari de Nelly. 
Jeannie, âgée de 10 ans, apparaît sur une photographie de la famille Carrière,  conservée dans les collections du musée d'Orsay ; ce cliché avait été pris par le photographe Henri Manuel sur la place Constantin-Pecqueur à Paris, vraisemblablement le jour — le 29 novembre 1936 — où y avait été inauguré le monument en hommage au grand-père de Jeannie, Eugène Carrière ; le monument était dû au fils de ce dernier, Jean-René Carrière, l’oncle de Jeannie. 
Elle expose à partir de 1947 (elle n'a alors que 21 ans) dans plusieurs salons parisiens. Ses toiles alors résolument figuratives (une « inspiration fantastique mêlant des visions ténébreuses à un onirisme érotique ») offrent à Éric Mercier de la situer dans le courant de la Jeune Peinture des années 1950.
Son évolution des années 1960 vers l'abstraction, en ce qu'elle a rendu son œuvre lisible comme un « hommage à Claude Monet », rangent Jeannie Dumesnil avec Hanna Ben-Dov dans le courant de l'impressionnisme abstrait : pointillisme sur fond monochrome, grands espaces vacants suggérant à la subjectivité des regards des Paysages imaginaires (titre d'une exposition), une aube, un crépuscule, un mirage — peut-être une citadelle noyée dans la brume —, « des frémissements de blés sous le vent » pour restituer la sensation de Jean-Pierre Delarge ou encore, pour citer Milan Kundera, « la mer alliée avec le soleil ».
Elle meurt à Toulon, à la suite d’un accident survenu à Ramatuelle. Elle repose au cimetière de Larchant (Seine-et-Marne), au pied du rocher de la Dame Jouanne, cimetière où repose également son père.
Elle était l'épouse du sculpteur Jean Nora (1923-2013).

## Expositions

### Expositions personnelles
- Galerie Palmes, Paris, 1953.
- Obelisk Gallery, Londres, 1956.
- Galerie Visconti, Paris, 1956.
- Galerie Craven, Paris, 1959.
- Galerie Erval, Paris, 1980, 1985, 1989 (Paysages imaginaires).
- Mairie de Champigny-sur-Marne, mars-avril 1991.
- Galerie Vieille du Temple, Paris, 1998.

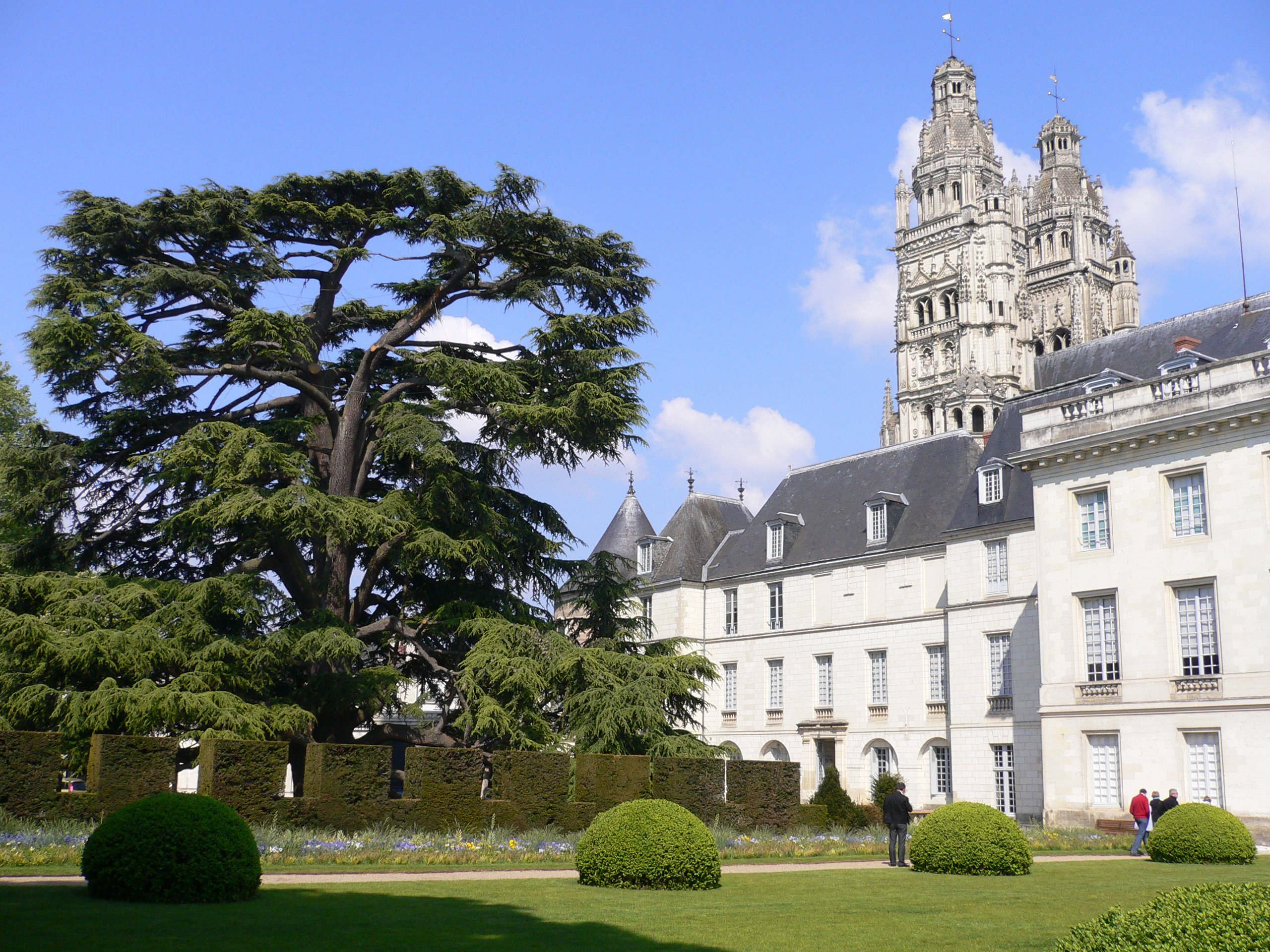
Musée des Beaux-Arts de Tours.

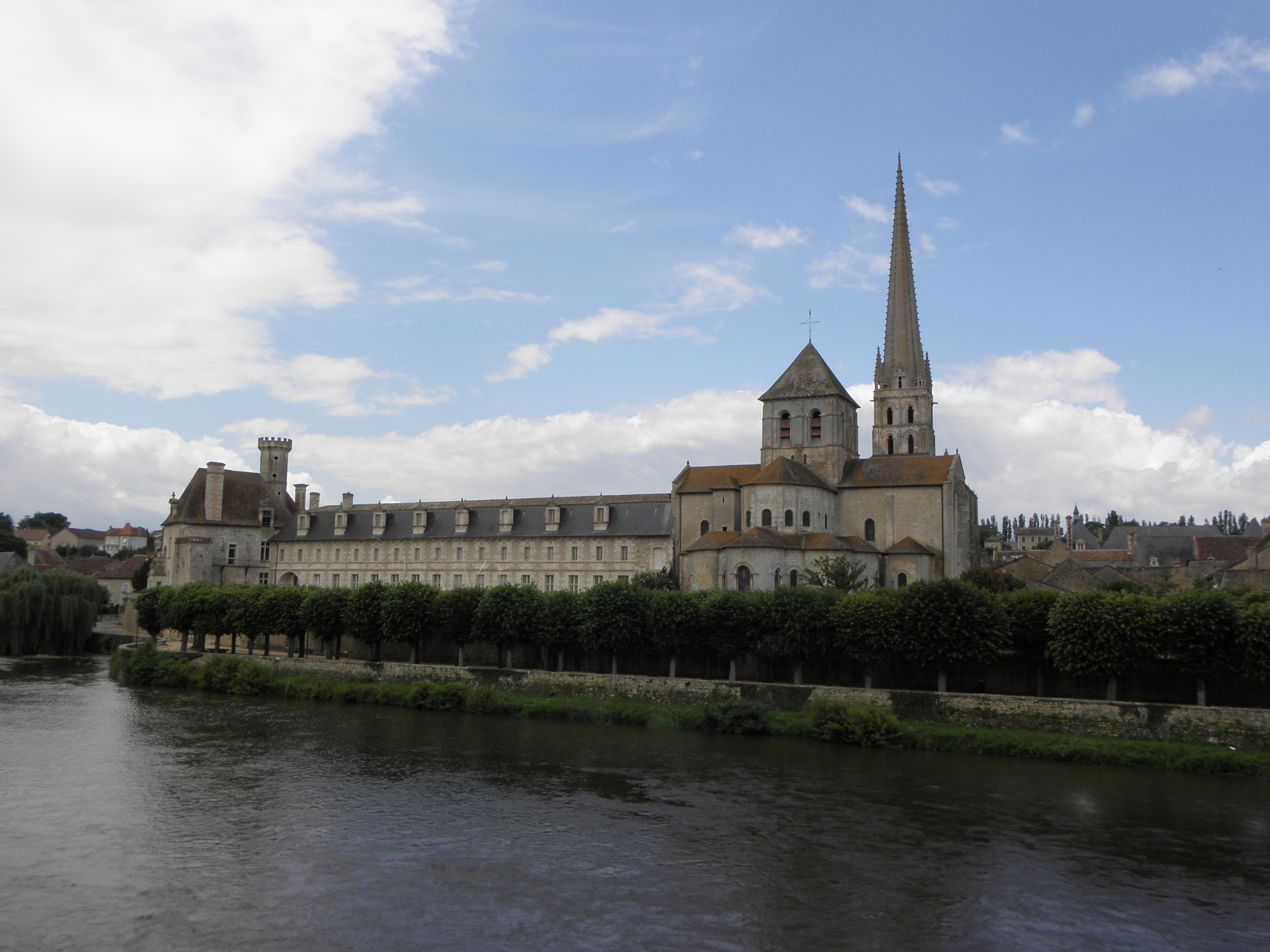
Abbaye de Saint-Savin-sur-Gartempe.

### Expositions collectives
- Salon d'automne, Paris, 1947[5].
- Salon des moins de 30 ans, Paris, 1947 à 1953.
- Salon de la jeune sculpture, Paris, 1947 à 1953.
- Salon de la Jeune Peinture, Paris, 1953, 1954[4].
- La mer vue par trente jeunes peintres, galerie Visconti, Paris, juin 1954.
- Portraits par trente jeunes peintres, galerie Dumesnil, Paris, juin 1955.
- Salon « grands et jeunes d'aujourd'hui », Paris, 1965 à 1973.
- Peinture française, musée des Beaux-Arts de Tours, 1966.
- Peinture française contemporaine, maison de la culture du Havre, 1968.
- Face-à-face Arts primitifs - Arts d'aujourd'hui, abbaye de Saint-Savin-sur-Gartempe, 1989.
- Le Belvédère de Mandiargues, galerie Artcurial, 1990.
- Jean Nora, sculpteur, et Jeannie Dumesnil, peintre, galerie Marie-Hélène-de-La-Forest-Divonne, Paris, 1999.

## Conservation

### Collections publiques

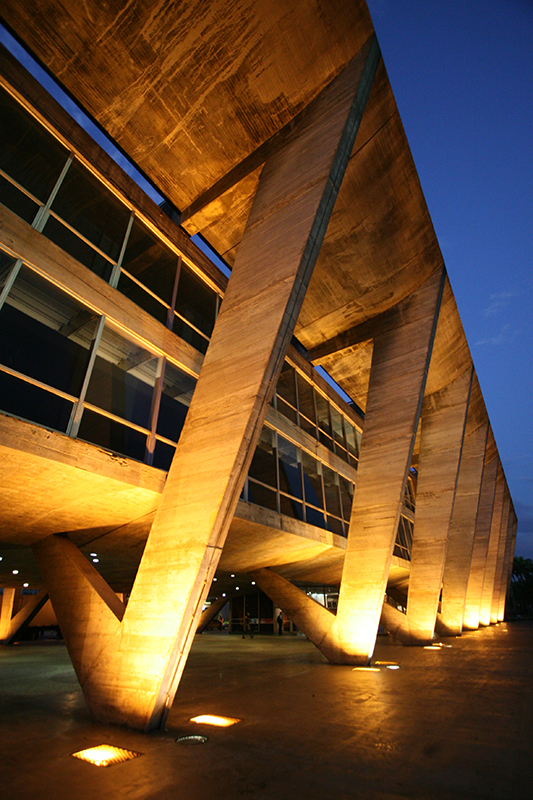
Musée d'Art moderne de Rio de Janeiro.

#### Brésil
- Musée d'Art moderne de Rio de Janeiro.

#### France
- Fonds national d'art contemporain, Puteaux :
  - Nature morte aux jacinthes, huile sur toile 73x54cm, 1953, en dépôt au Consulat général de France, Montréal[4],[8] ;
  - L'homme éclaté, crayon de couleur et gouache 21x18cm, 1971[9] ;
  - L'attente de la mort I, dessin 24,4x32,6cm, 1971[10] ;
  - L'attente de la mort II, dessin 20,3x19cm, 1971[11].
- Centre national d'art et de culture Georges-Pompidou, Paris.

#### Israël
- Musée de Dimona.

### Collections privées
- SACEM, Neuilly-sur-Seine[12].

## Réception critique

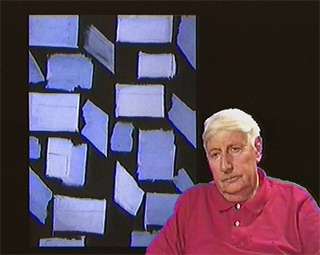
Jacques Busse.

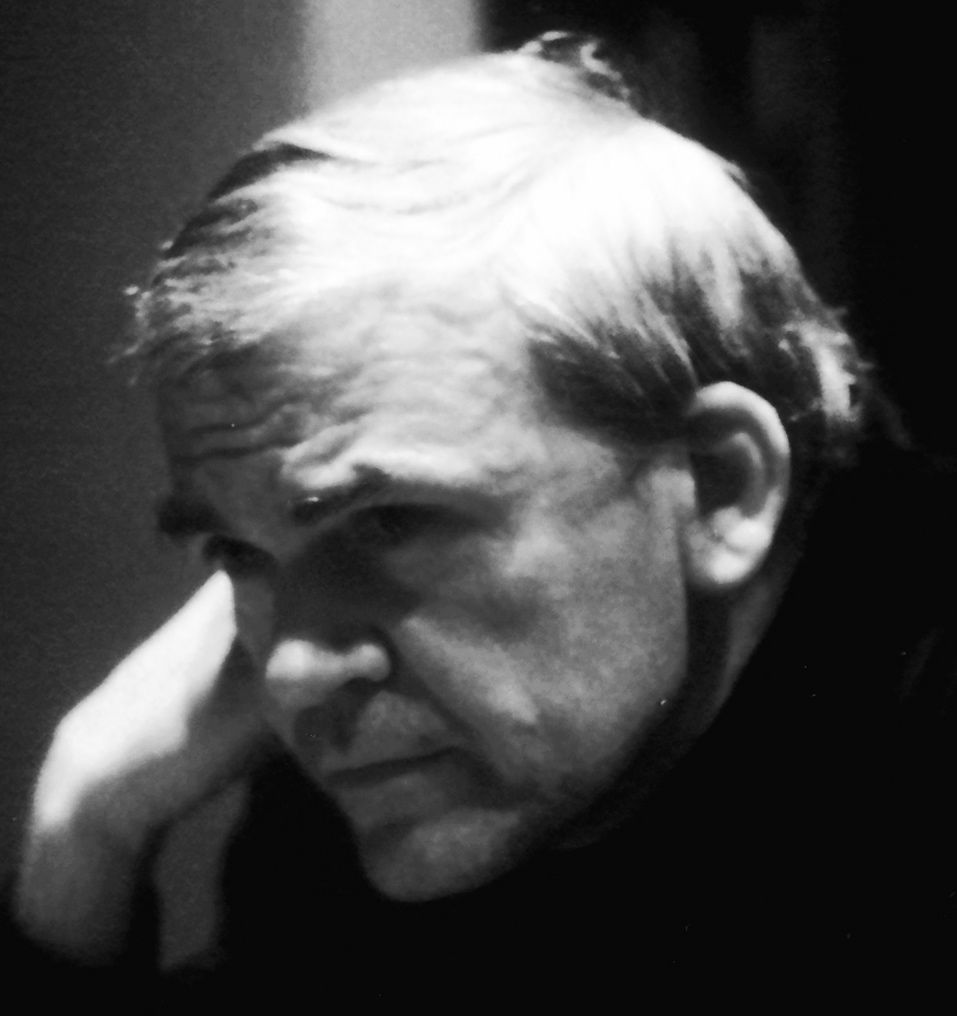
Milan Kundera.

- « Le plus souvent monochrome, ses toiles mettent l'accent sur une ligne d'horizon ultrasensible, au-dessus de laquelle l'espace devient tridimensionnel. Milan Kundera parle de la "gamme ontologique" de Jeannie Dumesnil : "le sol, l'espace, l'horizon, la matière mouvante, les blocs, la faille. Cette gamme, c'est la vérité intime du peintre qui est allé à la recherche du regard originel de l'homme et de sa poésie terrestre perdue". Si la tendresse et la sensibilité sous-tendent les toiles de Jeannie Dumesnil, il arrive qu'un éclairage presque dur donne parfois une connotation douloureuse. » - Philippe Cruysmans[13]
- « L'œuvre de Jeannie Dumesnil, ayant évolué progressivement en direction de l'abstraction, s'est subdivisé en séries successives dont les séparations ne sont pas forcément tranchées. D'une façon générale, à l'intérieur de chaque série, ses peintures, abstraites certes, préservent le souvenir, la sensation ou même le contact avec les éléments primordiaux. Jusqu'à sa première exposition à la galerie Erval, à partir d'une construction orthogonale, à peine perceptible, un pointillisme de touches blanches en virgules sur un fond monochrome, plus que d'un feuillage léger tel celui d'un saule, suggère le substitut, l'équivalence d'un espace bruissant de ses particules, recréant comme en hommage à Monet la subtilité de l'aube ou la nostalgie du crépuscule, écho apaisé de la vision crépusculaire hallucinée de Van Gogh. Dans les séries suivantes, des formes opaques, d'abord limitées aux sonorités des gris, progressivement ont occupé l'espace toujours ouvert, encore vacant, dans la toile. » - Jacques Busse[2]
- « Les tableaux de Jeannie Dumesnil racontent la mystérieuse rencontre du monde vivant et du monde non-animé. » - Milan Kundera[2]